# 林傑 (景泰進士)
林杰（？—？），廣東琼山县宅念人，明朝政治人物。

## 生平
景泰元年（1450年）舉庚午科廣東鄉試第二名，景泰五年（1454年），登甲戌科進士，授南京監察御史、浙江副使。